# Tarentaise (Loire)
Tarentaise é uma comuna francesa na região administrativa de Auvérnia-Ródano-Alpes, no departamento de Loire. Estende-se por uma área de 12,57 km². Em 2010 a comuna tinha 485 habitantes (densidade: 38,6 hab./km²).57}}), segundo os censos de 1999.